# Кім Рейнольдс
Кім Рейнольдс (англ. Kim Reynolds; нар. 4 серпня 1959, Труро, Айова) — американський політик-республіканець, з 2011 року — віцегубернатор штату Айова, з 2017 року — губернатор штату.

## Біографія
Закінчила Південно-Західний коледж і Школу бізнес-адміністрації та маркетингу у Північно-Західному університеті штату Міссурі. Працювала фармацевтом, співробітником Казначейського управління округу Кларк, з 1996 до 2001 року входила до Ради пенсійної системи свого штату. Обіймала посаду скарбника округу Кларк протягом чотирьох термінів. З 2008 до 2010 року була членом Сенату Айови.
2012 року обіймала посаду секретаря Республіканської національної конвенції. Одружена з 1982 року, має трьох дітей.